# Kadmowanie
Kadmowanie – pokrywanie powierzchni przedmiotów stalowych cienką powłoką kadmu w celu ochrony przed korozją powodowaną działaniem powietrza i wody morskiej. Kadmowanie odbywa się poprzez zanurzenie elementu w elektrolicie oraz przyłożenie napięcia, co powoduje, że wydzielający się kadm przylega do przedmiotu. Zwykle stosuje się elektrolity cyjankowe, czasem siarczanowe. Kadmowanie stosuje się w elektronice i elektrotechnice. Kadm bardzo dobrze (w stosunku do cynku) zabezpiecza elementy przed korozją szczególnie w warunkach morskich. Wadą kadmowania jest wysoka cena oraz wydzielanie się podczas tego procesu toksycznych par związków kadmu i cyjanków. W wielu krajach kadmowanie jest zabronione ze względu na szkodliwość.